# Krzysztof Warzycha
Krzysztof Ireneusz Warzycha (* 17. listopadu 1964, Katovice, Polsko) je bývalý polský fotbalový útočník, reprezentant a fotbalový trenér. Většinu aktivní hráčské kariéry strávil v řeckém klubu Panathinaikos FC, byl velmi efektivní střelec. V roce 1988 získal v Polsku ocenění Fotbalista roku.
Ve věku 14 let si zahrál roli mladého Gerarda Cieślika (polský fotbalový reprezentant) v polském filmu Gra o wszystko.

## Klubová kariéra
V dresu Ruchu Chorzów se stal v sezóně 1988/89 s 24 brankami nejlepším střelcem Ekstraklasy a zároveň získal s Ruchem ligový titul. Během svého angažmá v řeckém Panathinaikosu vyhrál celkem 5 ligových titulů, pětkrát vyhrál i řecký fotbalový pohár a dvakrát řecký superpohár. V sezónách 1993/94, 1994/95, 1997/98 se stal nejlepším střelcem řecké Superligy.
Bilance v Polsku
| Sezóna          | Klub            | Zápasy | Góly | Soutěž         |
| --------------- | --------------- | ------ | ---- | -------------- |
| 1982/83         | Ruch Chorzów    | 5      | 0    | Ekstraklasa    |
| 1983/84         | Ruch Chorzów    | 27     | 5    | Ekstraklasa    |
| 1984/85         | Ruch Chorzów    | 30     | 6    | Ekstraklasa    |
| 1985/86         | Ruch Chorzów    | 30     | 11   | Ekstraklasa    |
| 1986/87         | Ruch Chorzów    | 30     | 8    | Ekstraklasa    |
| 1987/88         | Ruch Chorzów    | 28     | 13   | 2. polská liga |
| 1988/89         | Ruch Chorzów    | 30     | 24   | Ekstraklasa    |
| 1989/90         | Ruch Chorzów    | 15     | 12   | Ekstraklasa    |
| Celkem: 8 sezón | Celkem: 8 sezón | 195    | 79   |                |

## Reprezentační kariéra
27. března 1984 debutoval v A-mužstvu Polska v zápase s domácím Švýcarskem. V 71. minutě nastoupil na hřiště, Poláci remizovali v přátelském střetnutí 1:1.
Celkem odehrál za polský národní A-tým 50 zápasů a vstřelil 9 gólů. Posledním zápasem bylo střetnutí 30. dubna 1997 proti domácí Itálii (prohra Polska 0:3).

### Reprezentační góly
Góly Krzysztofa Warzychy za A-tým Polska
| Gól | Datum        | Stadion                                   | Soupeř         | Skóre | Výsledek | Soutěž                 |
| --- | ------------ | ----------------------------------------- | -------------- | ----- | -------- | ---------------------- |
| 010 | 19. 10. 1988 | Slezský stadion, Chorzów, Polsko          | Albánie        | 1:0   | 1:0      | Kvalifikace na MS 1990 |
| 02  | 8. 2. 1989   | San José, Kostarika                       | Kostarika      | ?:1   | 2:4      | Přátelský zápas        |
| 03  | 8. 2. 1989   | San José, Kostarika                       | Kostarika      | ?:3   | 2:4      | Přátelský zápas        |
| 04  | 12. 2. 1989  | Estadio Mateo Flores, Ciudad de Guatemala | Guatemala      | 0:1   | 0:1      | Přátelský zápas        |
| 05  | 19. 5. 1992  | Stadion Lehen, Salcburk, Rakousko         | Rakousko       | 1:3   | 2:4      | Přátelský zápas        |
| 06  | 27. 5. 1992  | Jastrzębie-Zdrój, Polsko                  | Československo | 1:0   | 1:0      | Přátelský zápas        |
| 07  | 19. 5. 1992  | Stadio Olimpico, Serravalle, San Marino   | San Marino     | 0:2   | 0:3      | Kvalifikace na MS 1994 |
| 08  | 27. 8. 1996  | Stadion GKS, Bełchatów, Polsko            | Kypr           | 1:?   | 2:2      | Přátelský zápas        |
| 09  | 10. 11. 1996 | Stadion GKS Katowice, Katovice, Polsko    | Moldavsko      | 2:0   | 2:1      | Kvalifikace na MS 1998 |